# Bundesautobahn 293
De Bundesautobahn 293 (kortweg A293) is een Duitse autosnelweg die westelijk van Oldenburg loopt. Het is een 7 kilometer lange verbinding tussen A28 in het zuiden en de A29 in het noorden.